# Rude Awakening (Megadeth-Album)
Rude Awakening (englisch für „Raues Erwachen“) ist das zweite Livealbum der amerikanischen Metal-Band Megadeth. Es erschien im März 2002 bei Sanctuary Records. Es war das letzte Album der Band, bevor sie sich 2002 vorübergehend auflöste.

## Entstehung
Ursprünglich sollte das Album in Argentinien aufgenommen werden, doch aufgrund der Terroranschläge vom 11. September 2001 entschied sich die Gruppe, Konzerte in den USA aufzunehmen. Dave Mustaine widmete dabei À Tout le Monde den Opfern der Anschläge. Die Titel der CD stammen von den beiden Konzerten am 16. und 17. November des Jahres im Rialto Theater in Tucson, Arizona und, am darauffolgenden Abend mit einer beinah identischen Titelfolge im Celebrity Theater in Phoenix. Auf der DVD befinden sich nur Stücke des zweiten Auftritts, außer das Bonusmaterial, das auch vom ersten Auftritt stammt.

## Rezeption
Brian O’Neill schrieb bei AllMusic: „… Rude Awakening is a far better encapsulation of the band's career to date than the spotty Capitol Punishment compilation. […] Still, Megadeth have helped to pioneer a unique-sounding and very technical thrash style, sticking to their guns through myriad member changes and fashion fads, and at the end of the day, Rude Awakening does nothing to taint that legacy.“ Die Bewertung lag bei drei von fünf Sternen.

## Titelliste

### CD
| Nr. | Titel                       | Text                    | Musik                    | Länge |
| --- | --------------------------- | ----------------------- | ------------------------ | ----- |
| 1.  | Dread and the Fugitive Mind | Dave Mustaine           | Mustaine                 | 4:12  |
| 2.  | Kill the King               | Mustaine                | Mustaine                 | 3:51  |
| 3.  | Wake Up Dead                | Mustaine                | Mustaine                 | 3:26  |
| 4.  | In My Darkest Hour          | Mustaine, Dave Ellefson | Mustaine                 | 5:28  |
| 5.  | Angry Again                 | Mustaine                | Mustaine                 | 3:22  |
| 6.  | She-Wolf                    | Mustaine                | Mustaine                 | 8:17  |
| 7.  | Reckoning Day               | Mustaine, Ellefson      | Mustaine, Marty Friedman | 4:24  |
| 8.  | Devil’s Island              | Mustaine                | Mustaine                 | 5:06  |
| 9.  | Train of Consequences       | Mustaine                | Mustaine                 | 4:30  |
| 10. | À Tout le Monde             | Mustaine                | Mustaine                 | 4:49  |
| 11. | Burning Bridges             | Mustaine                | Mustaine                 | 4:56  |
| 12. | Hangar 18                   | Mustaine                | Mustaine                 | 4:45  |
| 13. | Return to Hangar            | Mustaine                | Mustaine                 | 3:54  |
| 14. | Hook in Mouth               | Mustaine                | Mustaine, Ellefson       | 4:40  |

| Nr. | Titel                           | Text               | Musik                                    | Länge |
| --- | ------------------------------- | ------------------ | ---------------------------------------- | ----- |
| 1.  | Almost Honest                   | Mustaine           | Mustaine, Friedman                       | 3:57  |
| 2.  | 1,000 Times Goodbye             | Mustaine           | Mustaine                                 | 6:14  |
| 3.  | Mechanix                        | Mustaine           | Mustaine                                 | 4:36  |
| 4.  | Tornado of Souls                | Mustaine, Ellefson | Mustaine                                 | 5:47  |
| 5.  | Ashes in Your Mouth             | Mustaine           | Mustaine, Friedman, Ellefson, Nick Menza | 6:04  |
| 6.  | Sweating Bullets                | Mustaine           | Mustaine                                 | 4:38  |
| 7.  | Trust                           | Mustaine           | Mustaine, Friedman                       | 6:46  |
| 8.  | Symphony of Destruction         | Mustaine           | Mustaine                                 | 4:50  |
| 9.  | Peace Sells                     | Mustaine           | Mustaine                                 | 5:22  |
| 10. | Holy Wars... The Punishment Due | Mustaine           | Mustaine                                 | 8:51  |

### DVD
1. Dread and the Fugitive Mind
2. Wake Up Dead
3. In My Darkest Hour
4. She-Wolf
5. Reckoning Day
6. Devil’s Island
7. Burning Bridges
8. Hangar 18
9. Return to Hangar
10. Hook in Mouth
11. 1,000 Times Goodbye
12. Mechanix
13. Tornado of Souls
14. Ashes in Your Mouth
15. Sweating Bullets
16. Trust
17. Symphony of Destruction
18. Peace Sells
19. Holy Wars... The Punishment Due

#### DVD-Bonustitel
- Megadeth on Megadeth
- Paul Gargano on Megadeth (Text)
- Bonus features, Rialto Theater (Tucson, Arizona), November 16, 2001:

1. Kill the King
2. Angry Again
3. Almost Honest
4. Train of Consequences
5. À Tout le Monde